# Sancerre
Sancerre är en fransk stad och kommun i Cher (departement), Centre-Val de Loire. Den ligger på en kulle över Loire i den gamla provinsen Berry och har 1 328 invånare (2022). Sancerre är känt för dess viner, men även den årliga nattvandringen Bourges-Sancerre på över 50 kilometer.

## Befolkningsutveckling
Antalet invånare i kommunen Sancerre
Referens:INSEE

## Galleri

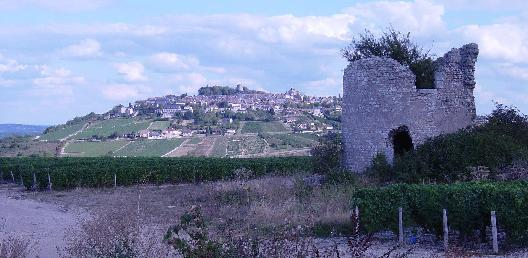
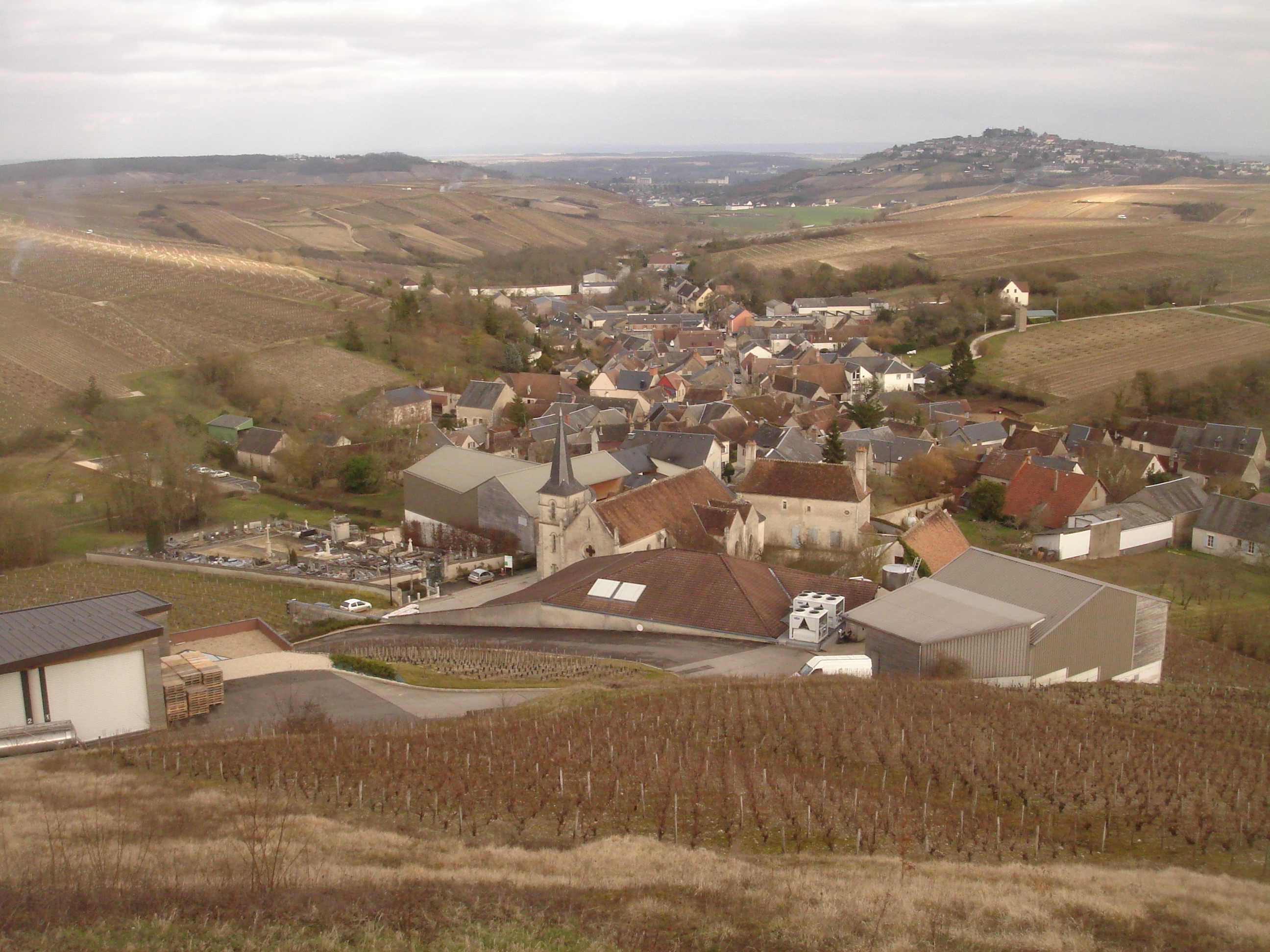
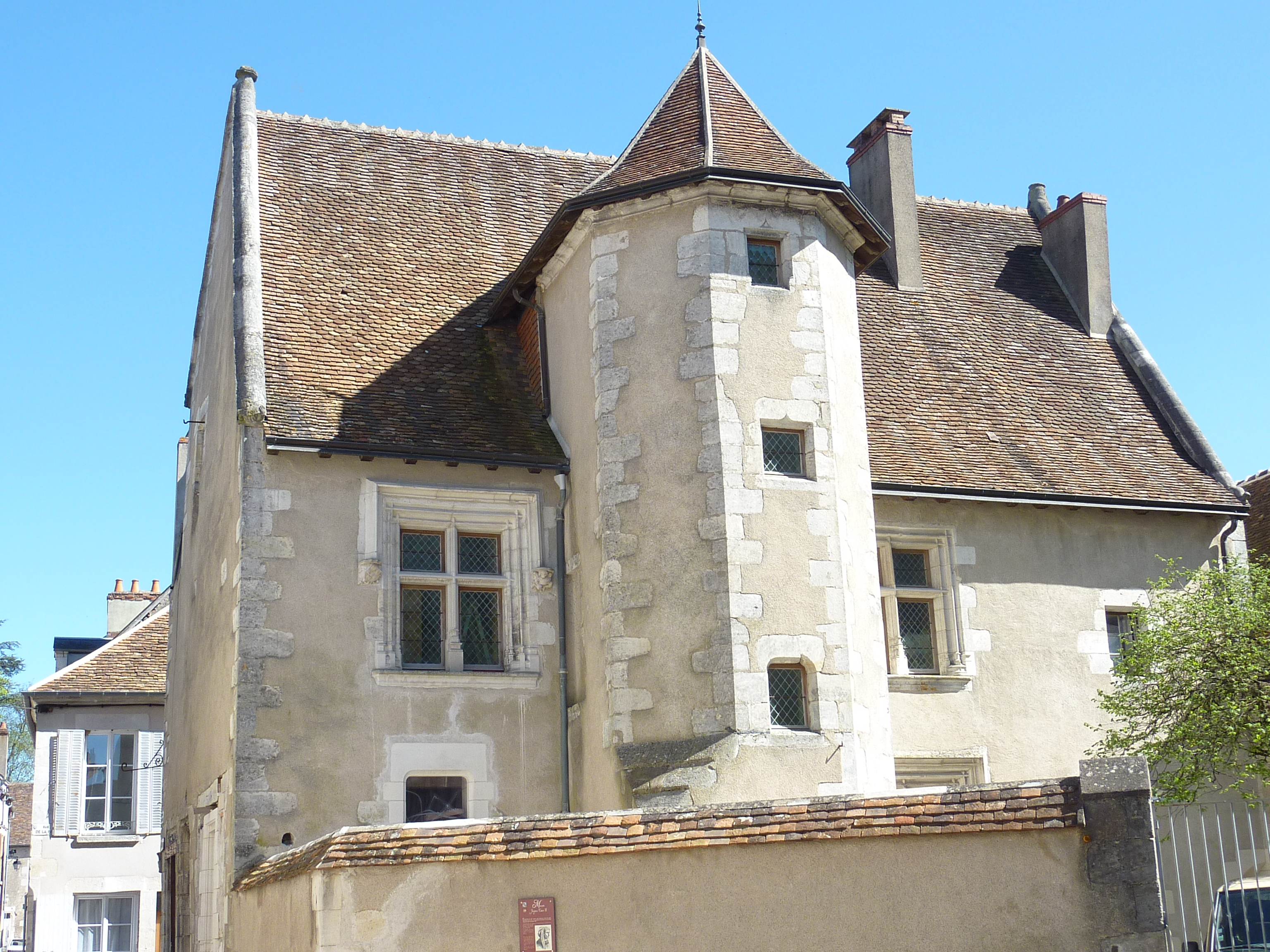
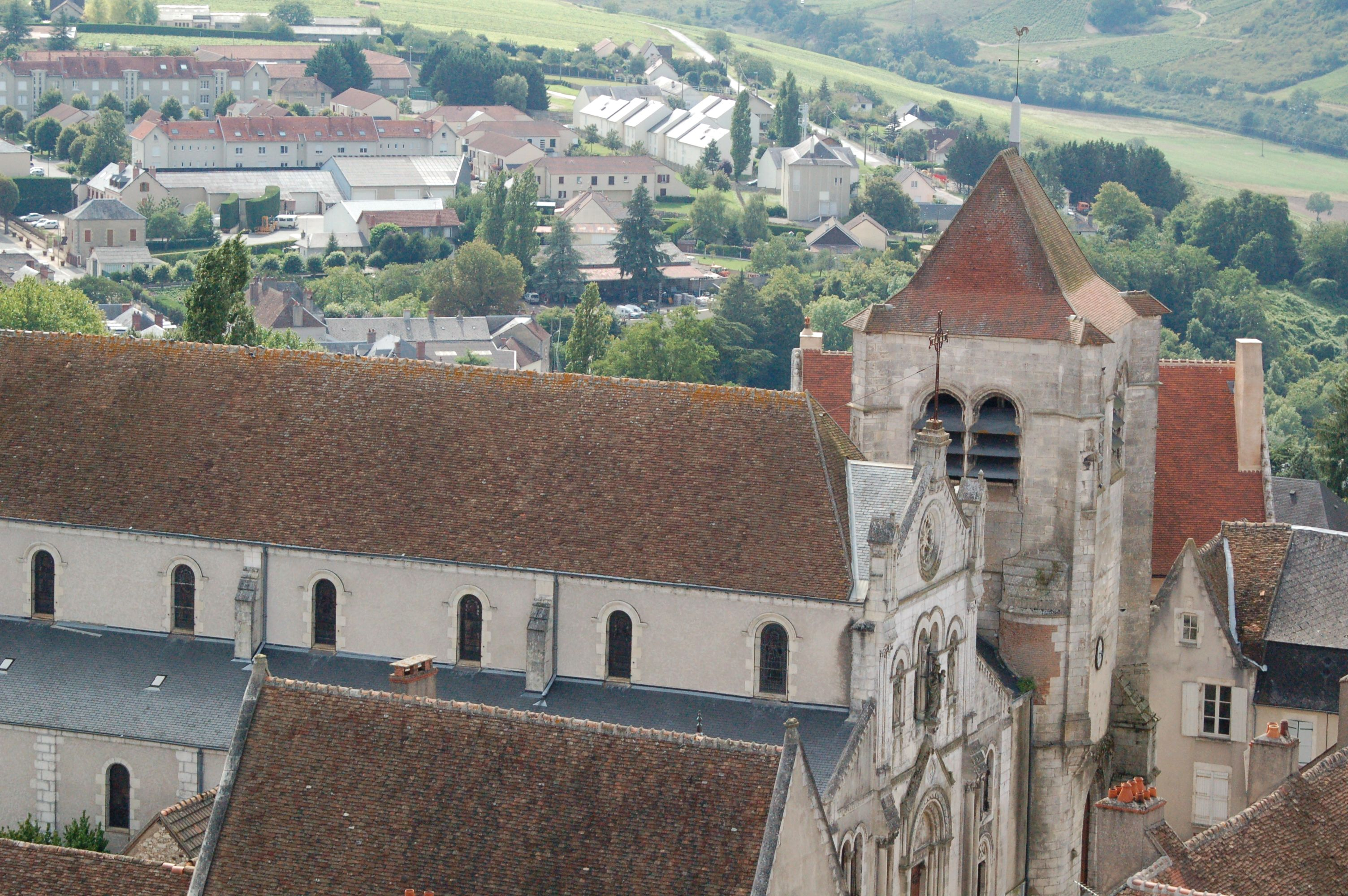
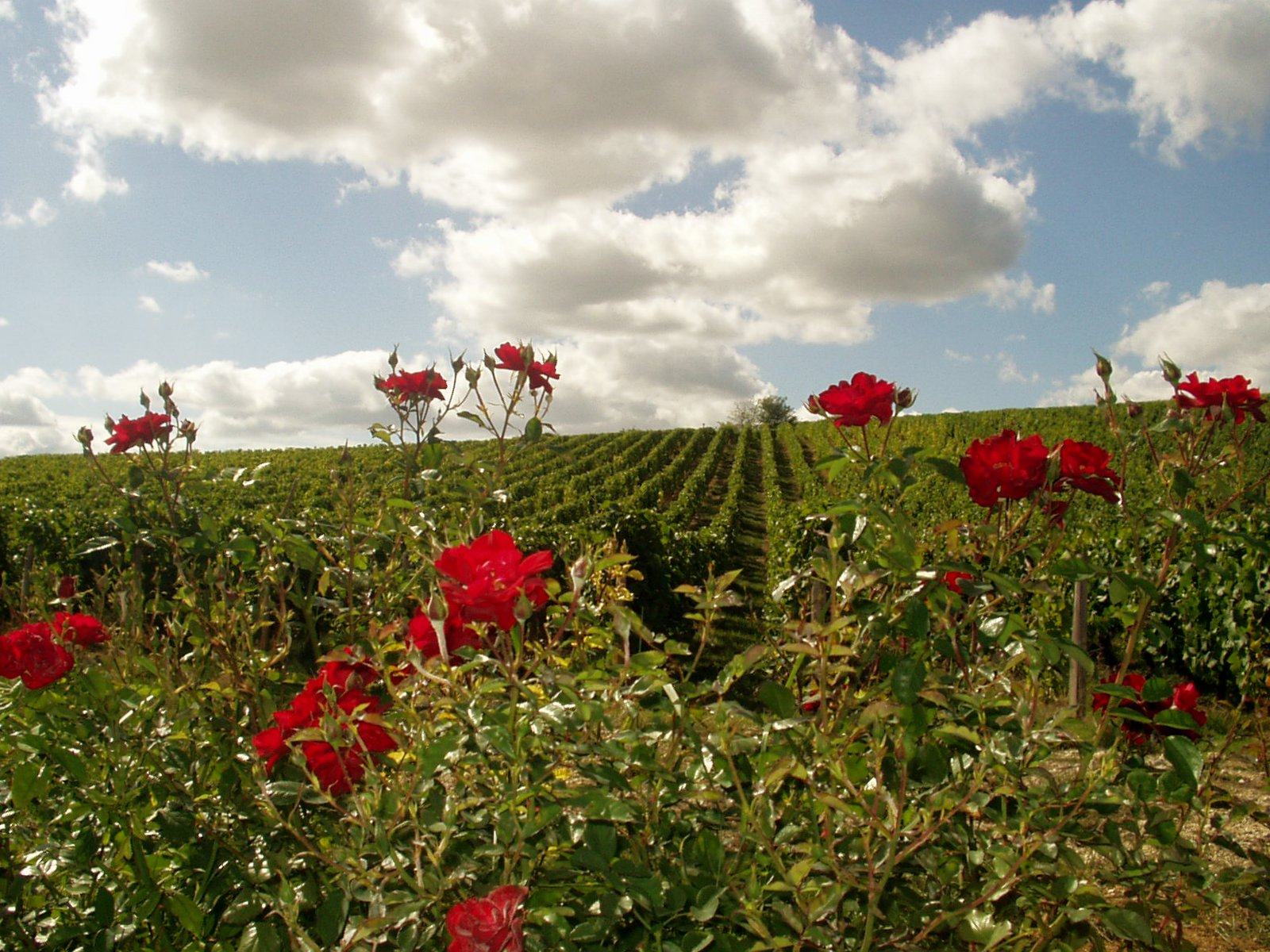